# Морозов, Николай Михайлович
Николай Михайлович Морозов — российский учёный в области механизации животноводства, академик РАСХН (1999), академик РАН (2013).

## Биография
Родился 15 декабря 1934 г. в деревне Синичина Карачевского района (ныне Брянской области). Окончил Московскую сельскохозяйственную академию им. К. А. Тимирязева (1958).
Трудовая деятельность:
- ВНИИ электрификации сельского хозяйства: научный сотрудник (1958—1963), заведующий отделом технико-экономических исследований и обоснований перспективных систем машин для животноводства (1963—1984).
- Всероссийский (до 1991 Всесоюзный) научно-исследовательский и проектно-технологический институт механизации животноводства (ФГБНУ «Всероссийский НИИ механизации животноводства»): директор (1984—2005), заведующий отделом (с 2005).

Доктор экономических наук (1976), профессор (1980), академик РАСХН (1999), академик РАН (2013).
Разработал нормативно-справочные материалы, методики и рекомендации по оценке экономической эффективности механизации животноводства.
Заслуженный деятель науки Российской Федерации. Награждён орденом Почёта (2004), 4 медалями СССР, 7 медалями ВДНХ и ВВЦ.

## Публикации
- Эффективность комплексной механизации животноводческих ферм. — М.: Колос, 1972. — 360 c.
- Экономическая эффективность комплексной механизации животноводства. — М.: Россельхозиздат, 1986. — 224 с.
- Обоснование системы технологий и машин для животноводства / соавт.: Л. П. Кормановский, Л. М. Цой. — М., 1999. — 227 c.
- Экономическая эффективность механизации сельскохозяйственного производства / соавт.: А. В. Шпилько и др. — М., 2001. — 345 с.
- Экономико-математическая модель производства молока / соавт.: И. К. Текучев, М. С. Текучева; ГНУ Всерос. н.-и. и проект.-технол. ин-т механизации животноводства. — Подольск, 2003. — 138 с.
- Рекомендации по системам удаления, транспортирования, хранения и подготовки к использованию навоза для различных производственных и природно-климатических условий. — М.: ФГНУ «Росинформагротех», 2005. — 180 с.
- Опыт эффективного использования техники в молочном животноводстве / соавт.: Л. М. Цой, И. Ю. Морозов. — М.: Росинформагротех, 2006. — 143 с.
- Повышение эффективности производства продукции животноводства: рекомендации. — М.: Росинформагротех, 2008. — 166 с.
- Методика экономической оценки технологий и машин в сельском хозяйстве / соавт.: В. И. Драгайцев, К. И. Алексеев; Всерос. НИИ экономики сел. хоз-ва. — М., 2010. — 146 с.
- Организационно-экономические и технологические основы механизации и автоматизации животноводства. — М.: ФГБНУ «Росинформагротех», 2011. — 283 с.
- Ресурсосберегающие технологии в производстве продукции животноводства: науч. изд. / соавт. Е. Л. Ревякин. — М.: ФГБНУ"Росинформагротех", 2012. — 107 с.
- Методология моделирования взаимозависимого развития отраслей сельскохозяйственного производства на базе инновационных компьютерных технологий: науч. изд. / соавт.: Н. Т. Сорокин и др.; Всерос. НИИ механизации агрохим. обслуживания сел. хоз-ва. — Рязань, 2013. — 197 с.
- Стратегия развития механизации и автоматизации животноводства на период до 2030 года / соавт.: П. И. Гриднев и др.; Всерос. НИИ механизации животноводства. — М., 2015. — 149 с.
- Подсистема технологий, машин и оборудования для агрохимического обеспечения сельскохозяйственных предприятий: науч.-метод. и практ. рекомендации / соавт.: Н. Т. Сорокин и др.: ФГБНУ «Всерос. НИИ механизации и информатизации агрохим. обеспечения сел. хоз-ва». — Рязань, 2016. — 223 с.